# 高洁 (1968年)
高洁（1968年11月—），女，汉族，陕西澄城人，中华人民共和国政治人物。现任陕西省人民检察院副检察长、检察委员会委员、检察员。第十三、十四届全国政协委员。